# Jean-Baptiste Moreau (homme politique)
Pour les articles homonymes, voir Jean-Baptiste Moreau et Moreau.
Jean-Baptiste Moreau, né le 14 février 1977 à Guéret (Creuse), est un agriculteur, homme politique et lobbyiste français. 
Membre de La République en marche, dont il est porte-parole de 2019 à 2022, il est député de la circonscription de la Creuse de 2017 à 2022. Siégeant à la commission des Affaires économiques de l'Assemblée nationale, il est notamment rapporteur général du projet de loi sur l'agriculture et l'alimentation, dite « loi EGalim », adoptée en 2018.

## Biographie

### Famille
Jean-Baptiste Moreau est le fils d'un agriculteur, militant au Parti socialiste, et d'une enseignante d'allemand.
Il a épousé une ingénieure territoriale. Le couple a une fille.

### Carrière agricole
Ingénieur des travaux agricoles de formation, diplômé de l'ENITA de Clermont-Ferrand en 1999, Jean-Baptiste Moreau décide de reprendre l’exploitation familiale dans sa commune d'Aulon en 2006. Éleveur de vaches limousines, il est président d'une coopérative agricole regroupant 900 exploitants.

### Parcours politique
D'abord sympathisant socialiste, il rallie Emmanuel Macron pour les élections législatives après l'avoir rencontré lors du 53e salon international de l’agriculture. Il est retenu parmi les quatorze premiers candidats annoncés au début du mois d'avril 2017,,.
Il est élu au deuxième tour député de la circonscription de la Creuse, avec 58,22 % des voix face à Jérémie Sauty (Les Républicains), lors des élections législatives de 2017 sous les couleurs de La République en marche,.
À l'Assemblée nationale, il est membre de la commission des Affaires économiques.
Le 19 avril 2018, il fait adopter à l'Assemblée nationale un amendement au projet de loi sur l'agriculture et l'alimentation établissant que « les dénominations associées aux produits d'origine animale ne peuvent pas être utilisées pour commercialiser des produits alimentaires contenant une part significative de matières d'origine végétale » considèrant qu'« il n'y a aucune raison de se servir d'appellations qui sont typiquement associées à la viande pour ces produits, alors que le véganisme rejette justement ce type d'alimentation carnée. »
Il s'engage notamment en dénonçant les pratiques de la grande distribution dans les négociations commerciales et souhaite négocier des prix « plus rémunérateurs pour les agriculteurs ».
À la suite des états généraux de l’agriculture et de l’alimentation débutés en juillet 2017 (EGAlim), il est nommé rapporteur du projet de loi pour « l’équilibre des relations commerciales dans le secteur agricole et une alimentation saine et durable » (projet de loi Egalim) à l’Assemblée nationale,. La loi est votée le 2 octobre 2018 à l’Assemblée nationale et promulguée le 1er novembre 2018.
Il devient porte-parole du parti LREM début 2019.
En février 2020, il annonce être candidat pour les élections municipales de 2020 en tant que conseiller municipal pour la commune de Montaigut-le-Blanc, en Creuse. La liste sur laquelle il figure l'emporte dès le premier tour avec 50,73 % des voix exprimées.
En septembre 2020, lors de l'élection pour la présidence du groupe LREM, il soutient la candidature d’Aurore Bergé et appelle à en en finir avec « ces courants mortifères » tels qu'« En commun », qui regroupe l’aile écologiste et sociale de LRM. En février 2021, à la suite d'une polémique sur la présence de la viande dans les menus des cantines scolaires, alors que Jean-Baptiste Moreau attaque publiquement la ministre Barbara Pompili, cofondatrice d'En commun, Hugues Renson, vice-président de l'Assemblée nationale et également cofondateur d'En commun, demande sa démission en tant que porte-parole du groupe LREM. À cette occasion, BFM TV relève « l'hostilité réciproque que nourrissent En Commun et une partie de LaREM ».
Candidat lors des élections départementales de 2021 dans la Creuse sur le Canton de Guéret-2 avec Célia Boiron, le binôme est battu dès le premier tour du scrutin, recueillant 25,42 % des suffrages exprimés.
Candidat réinvesti par la majorité présidentielle lors des élections législatives de 2022, il perd son siège de député de la circonscription unique de la Creuse au profit de son adversaire de la Nupes, Catherine Couturier.

### Après 2022
Il exerce comme lobbyiste à partir de février 2023, selon La Lettre A, « mettant à proﬁt son carnet d'adresses pour le compte de RPP Group, basé à Bruxelles et présidé par Lutz Dommel,. »
En avril 2024, il fait part de son intention de revenir en politique. Il annonce ensuite briguer son ancien siège de député, lors des élections législatives anticipées de 2024. Terminant en quatrième position au premier tour, avec 17,44 % des suffrages exprimés, il est éliminé.
En juin 2025, il annonce qu'il renonce à se présenter aux élections municipales à Aubusson en 2026, expliquant sur X que « l'évolution de [s]a situation professionnelle ne le [lui] permet pas et ne le [lui] permettra pas. »

## Prises de position
En mai 2021, Le Journal du dimanche estime que Jean-Baptiste Moreau est « devenu un poids lourd » de la majorité présidentielle « par ses positions fermes et parfois clivantes ».
En juillet 2019, il prend position à titre personnel contre le traité de libre-échange entre l'Union européenne et le Mercosur, estimant qu'on ne peut pas mettre les fermes européennes « en concurrence frontale à une agriculture qui ne respecte aucune norme sociale, fiscale et environnementale ». Il vote par ailleurs, le même mois, pour la ratification de l'accord économique et commercial global (CETA) entre l'Union Européenne et le Canada. Des agriculteurs murent sa permanence parlementaire à Guéret en représailles, le 26 juillet.
En juillet 2019 également, il annonce le lancement d'une mission d'information sur les usages du cannabis et défend la légalisation du cannabis médical.
Il accompagne le Président de la République en Chine en novembre 2019, en compagnie de professionnels de la filière bovine.
En juin 2020, il estime que les propositions de la Convention citoyenne pour le climat en matière agricole « sont déconnecté[e]s de l’agriculture et très en phase avec la vision urbaine développée dans les médias et par les ONG ».
En octobre 2020, lors du débat à l'Assemblée nationale à propos de la levée de l'interdiction des insecticides néonicotinoïdes, il affirme qu'il n'existe « aucune étude sur la santé humaine » et que « les néonicotinoïdes ne sont pas en proportion suffisante pour porter atteinte à la santé humaine »,.
Sur le sujet de la laïcité, après avoir été sympathisant des positions de Manuel Valls, il est proche d'Aurore Bergé, de Jean-Michel Blanquer et de la ligne du Printemps républicain,. Devenu également très proche de Zineb El Rhazoui, ancienne journaliste de Charlie Hebdo, il indique être « l’artisan » du soutien apporté par cette dernière à Emmanuel Macron en amont de l'élection présidentielle de 2022. Sa défaite aux législatives suivantes le met à l'écart de la politique depuis 2022.

## Action dans le département de la Creuse
Cette section ne s'appuie pas, ou pas assez, sur des sources secondaires ou tertiaires indépendantes du sujet. Le texte peut contenir des analyses inexactes ou inédites de sources primaires.
Pour l'améliorer, ajoutez-en, ou placez des modèles {{Source secondaire souhaitée}} ou {{Source secondaire nécessaire}} sur les passages mal sourcés. (mars 2025)
Jean-Baptiste Moreau porte le plan particulier d'intervention pour la Creuse qui souhaite « valoriser les atouts creusois », « créer, développer et conforter des "activités de niche" productrices de valeur ajoutée et d’emplois sur le territoire » et « améliorer les conditions du bien vivre en Creuse. » Il est lancé en octobre 2017 par Emmanuel Macron à la suite du conflit social qui a émaillé la reprise de l'ex-équipementier creusois GM&S Industry – aujourd'hui La Souterraine Industrie. Le département de la Creuse est alors choisi comme laboratoire d’expérimentation territoriale des politiques publiques qui aura vocation à bénéficier de l’attention de tous les pouvoirs publics.
Ce plan a été élaboré par les acteurs locaux en suivant une méthode qualifiée par le Premier ministre Édouard Philippe de « modèle ». Pendant plus d'un an, 17 groupes de travail se sont réunis en Creuse, avec des élus, des chefs d'entreprise, des organisations diverses pour formuler des projets répondant aux besoins spécifiques du département, un des plus défavorisés de France, en termes de revitalisation. Le 5 avril 2018, le plan particulier pour la Creuse est signé par le Premier ministre accompagné de sa ministre de la Cohésion des territoires, Jacqueline Gourault, en présence d'élus locaux. Il prévoit 118 projets, définis par les acteurs locaux (publics et privés), et la mise à disposition de 80 millions d'euros de la part de l'État pour les accompagner.